# Președintele Poloniei
Președintele Republicii Polone (în poloneză Prezydent Rzeczypospolitej Polskiej) este șeful de stat al Poloniei. Drepturile și îndatoririle președintelui sunt prevăzute în Constituția Poloniei.
Președintele este ales în mod direct de cetățenii polonezi prin sufragiu universal pentru un mandat de cinci ani.

## Republica Polonia (1989–prezent)
| Nume                   | Început de mandat | Sfârșit de mandat | Partid                            | Note                                                                                     |
| ---------------------- | ----------------- | ----------------- | --------------------------------- | ---------------------------------------------------------------------------------------- |
| Wojciech Jaruzelski    | 31 decembrie 1989 | 22 decembrie 1990 | Partidul Muncitoresc Unit Polonez |                                                                                          |
| Lech Wałęsa            | 22 decembrie 1990 | 22 decembrie 1995 | Solidaritatea                     | Ales în 1990, primul președinte ales prin vot popular.                                   |
| Aleksander Kwaśniewski | 23 decembrie 1995 | 23 decembrie 2005 | Social Democrat                   | Ales în 1995 și 2000, primul președinte al celei de-a Treia Republicii ales de două ori. |
| Lech Kaczyński         | 23 decembrie 2005 | 10 aprilie 2010   | Dreptate și Justiție              | Ales în 2005. A murit în Accidentul aviatic de la Smolensk din 2010                      |
| Bronisław Komorowski   | 10 aprilie 2010   | 8 iulie 2010      | Platforma Civică                  | interimar                                                                                |
| Bogdan Borusewicz      | 8 iulie 2010      | 8 iulie 2010      | Platforma Civică                  | interimar                                                                                |
| Grzegorz Schetyna      | 8 iulie 2010      | 6 august 2010     | Platforma Civică                  | interimar                                                                                |
| Bronisław Komorowski   | 6 august 2010     | 6 august 2015     | Platforma Civică                  | Ales în 2010                                                                             |
| Andrzej Duda           | 6 august 2015     | în funcție        | Dreptate și Justiție              | Ales în 2015 și în 2020 a fost reales                                                    |